# Namioka Tomokazu
Kitabatake Tomokazu (浪岡具運?; 1532 – 1562) fu un daimyō giapponese del periodo Sengoku appartenente al clan Namioka.
Tomokazu fu capo del clan Namioka. Spendendo le energie del clan per la restaurazione di templi e santuari portò i suoi servitori a ribellarsi e fu ucciso da uno zio. Con la sua morte iniziò il declino del clan.